# Ida Falls
Die Ida Falls sind ein Wasserfall im Westland District in der Region West Coast auf der Südinsel Neuseelands. In der Olivine Range der Neuseeländischen Alpen liegt er in einem namenlosen Zulauf des Oberlaufs des Jackson River. Seine Fallhöhe beträgt 57 Meter.